# St-Cerneuf (Billom)

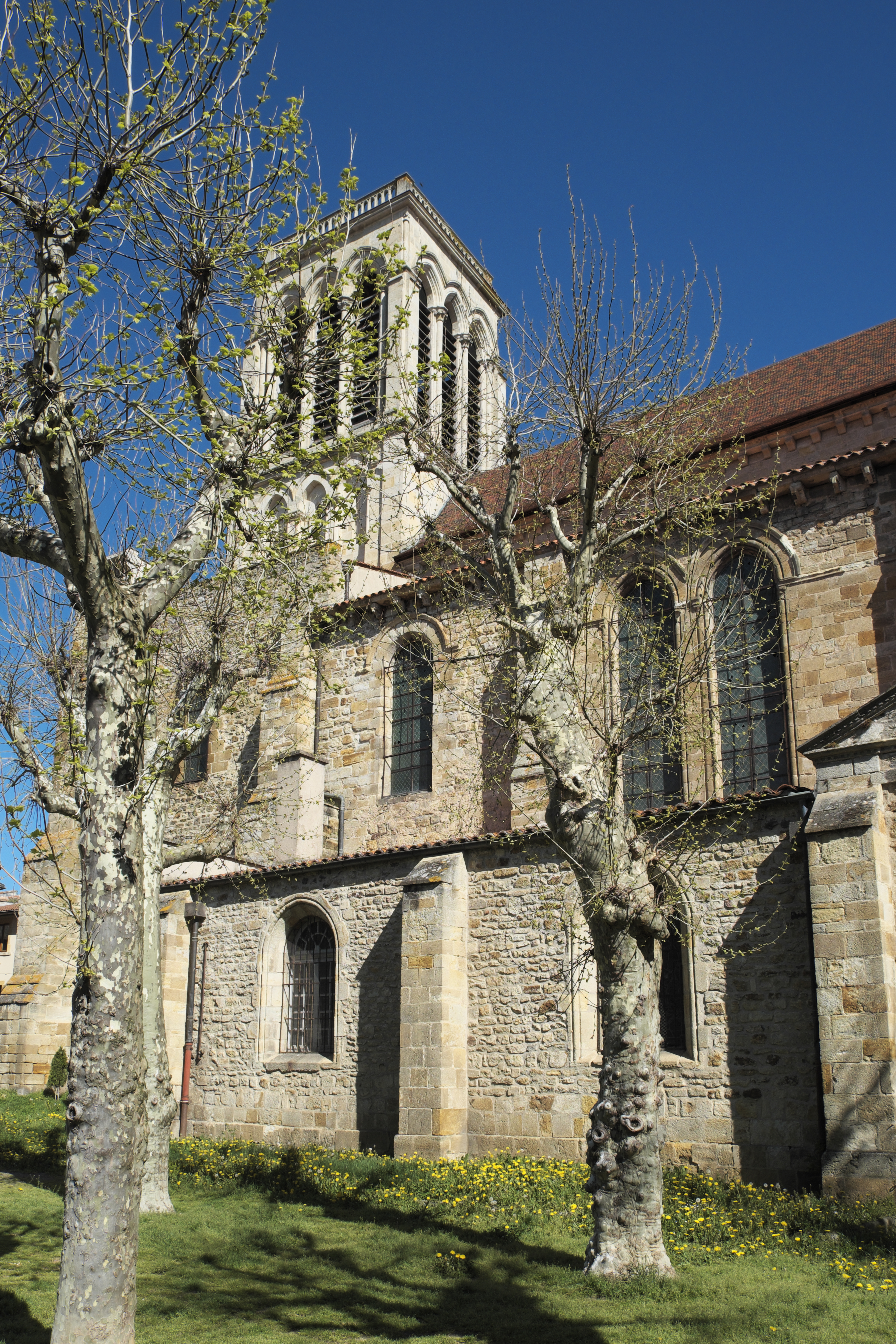
Pfarrkirche Saint-Cerneuf

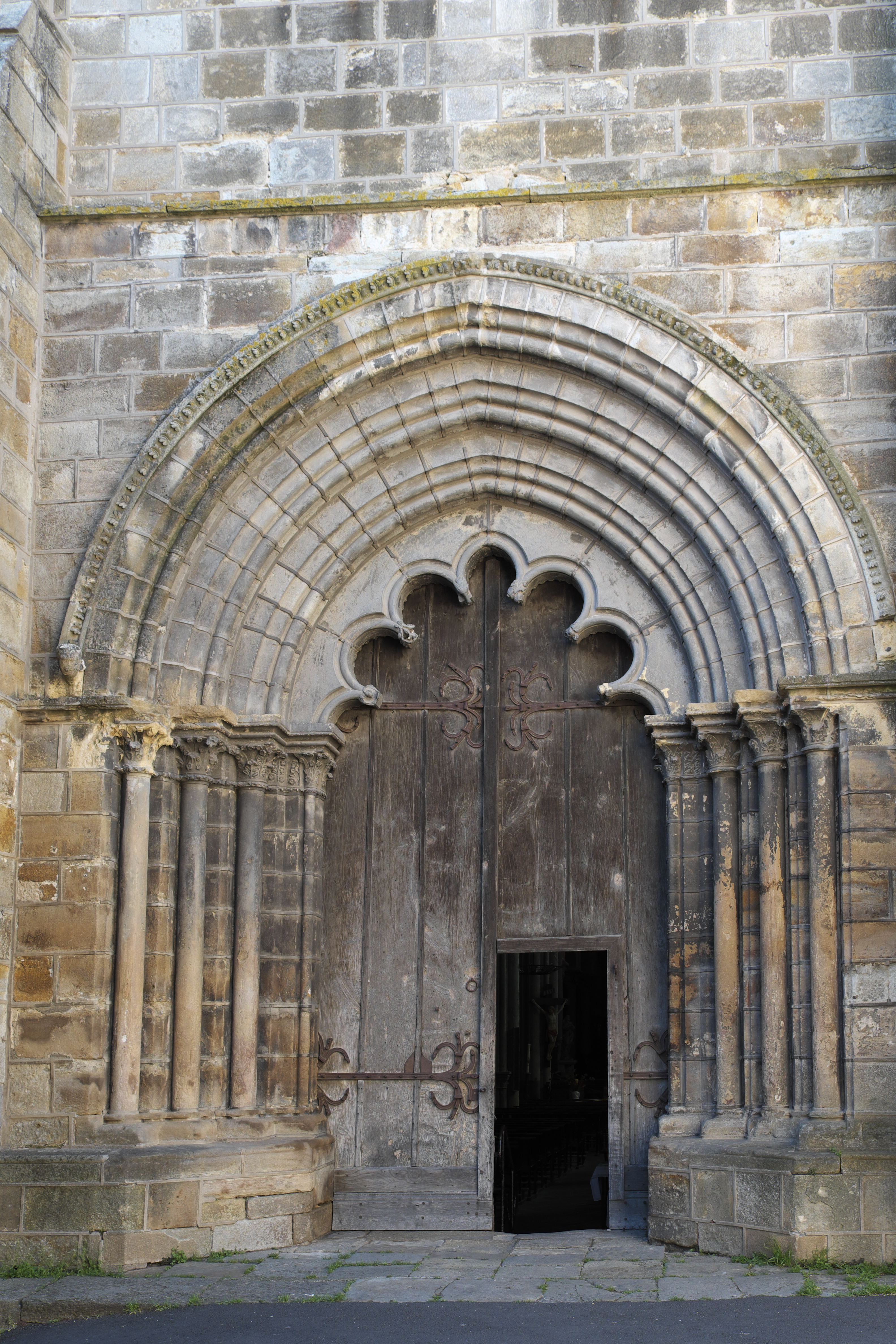
Westportal

Die römisch-katholische Pfarrkirche Saint-Cerneuf in Billom, einer Gemeinde im Département Puy-de-Dôme in der französischen Region Auvergne-Rhône-Alpes, geht auf eine romanische Kollegiatkirche aus dem 11. oder 12. Jahrhundert zurück. Sie ist dem heiligen Serenus von Sirmium geweiht, einem griechischen Christen, der in Sirmium, in der römischen Provinz Pannonien, das Martyrium erlitt. In der Kirche und in der Krypta sind mittelalterliche Wandmalereien erhalten. Außerdem besitzt die Kirche wertvolle Ausstattungsstücke wie eine Grablegungsgruppe aus dem 16. Jahrhundert. Im Jahr 1923 wurde die Kirche als Monument historique in die Liste der Baudenkmäler in Frankreich aufgenommen.

## Geschichte
Die ältesten Teile der Kirche sind die Krypta, der Chorumgang und der untere Teil des Chors. Das Langhaus und das Westportal, ein von spitzbogigen Archivolten gerahmtes Zackenportal, wurden in der ersten Hälfte des 13. Jahrhunderts auf den Grundmauern des romanischen Vorgängerbaus errichtet. Im 13. Jahrhundert wurde der Chor erhöht und im 14. Jahrhundert die Chapelle du Rosaire (Rosenkranzkapelle) angefügt. Im 17. oder 18. Jahrhundert entstand die Chapelle du Précieux-Sang (Kapelle des kostbaren Blutes). Bis zur Französischen Revolution war die Kirche von Stiftsgebäuden umgeben. In der Folge der Revolution wurde das Kanonikerstift im Jahr 1790 aufgelöst und ein Teil der Stiftsgebäude abgerissen. Im ehemaligen Kapitelsaal wurde 1853/54 das Handelsgericht eingerichtet. In den Jahren 1863 bis 1868 fanden unter der Leitung des Architekten Aymon Gilbert Mallay größere Umbauten und Restaurierungsarbeiten in der Kirche statt. An der Westfassade wurde ein neuer Glockenturm errichtet.

## Architektur

### Innenraum

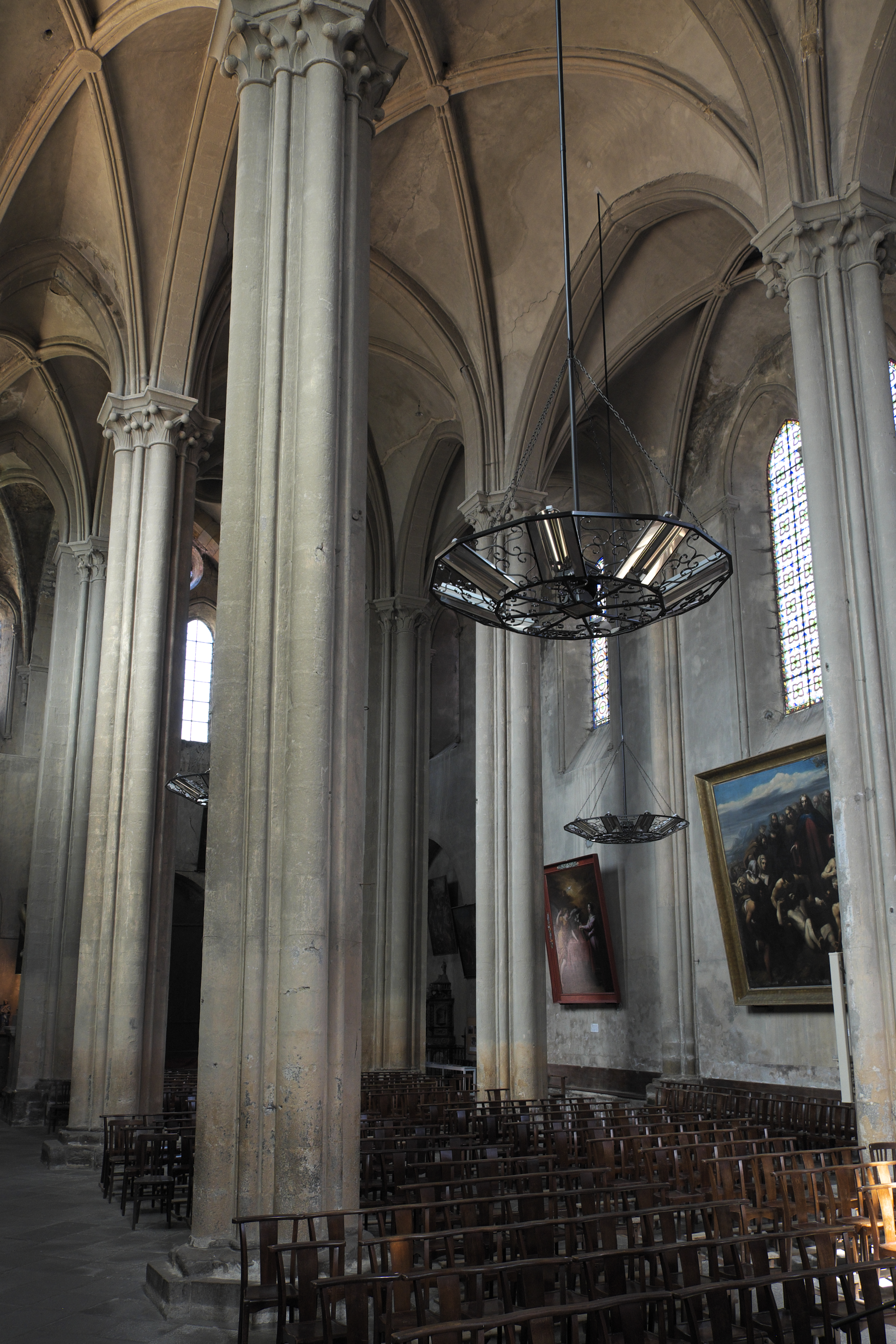
Innenraum

Der Innenraum, eine dreischiffige Halle, ist in vier Joche gegliedert. Die Kreuzrippengewölbe ruhen auf sehr hohen Pfeilern mit Säulenvorlagen. Die Basen der Säulen sind mit Eckblättern verziert. Im Chor sind die acht Säulen, die die gestelzten Rundbögen tragen, aus dem romanischen Kirchenbau erhalten. Ebenfalls erhalten geblieben sind das Kreuzgratgewölbe und die 14 Kapitelle der eingestellten Säulen im Chorumgang, von denen einige vielleicht aus dem 11. Jahrhundert stammen und vermutlich wiederverwendet wurden. Sie sind mit Akanthus und Palmblatt, zum Teil mit figürlichen Szenen verziert. Das achtstrahlige Kreuzrippengewölbe des im Stil der Gotik erhöhten Chors läuft auf einen mit Eichenlaub skulptierten Schlussstein zu und ruht auf Konsolen, auf denen Köpfe von Männern und Frauen mit typischen Kopfbedeckungen der zweiten Hälfte des 13. Jahrhunderts dargestellt sind.

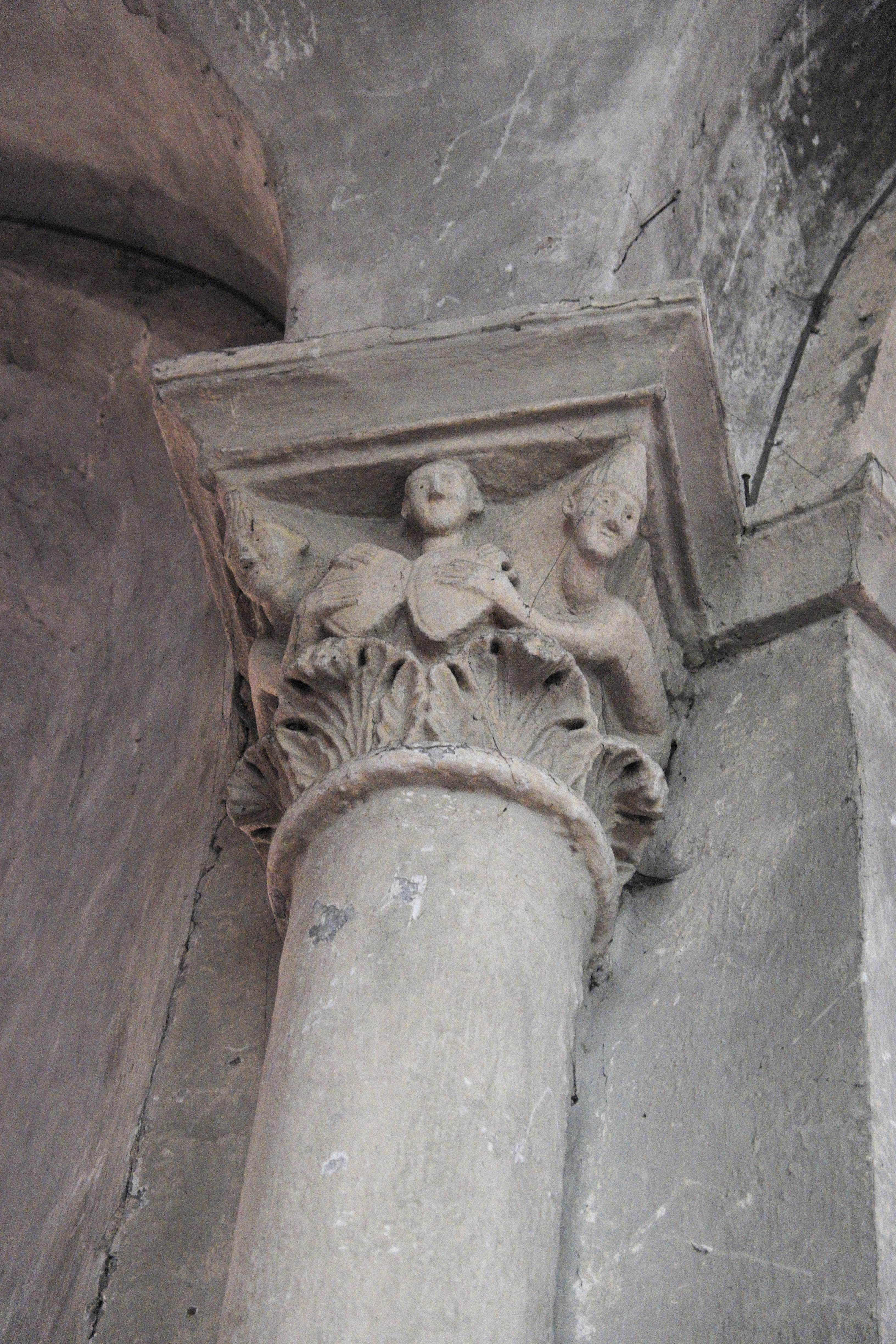
Kapitell im Chorumgang
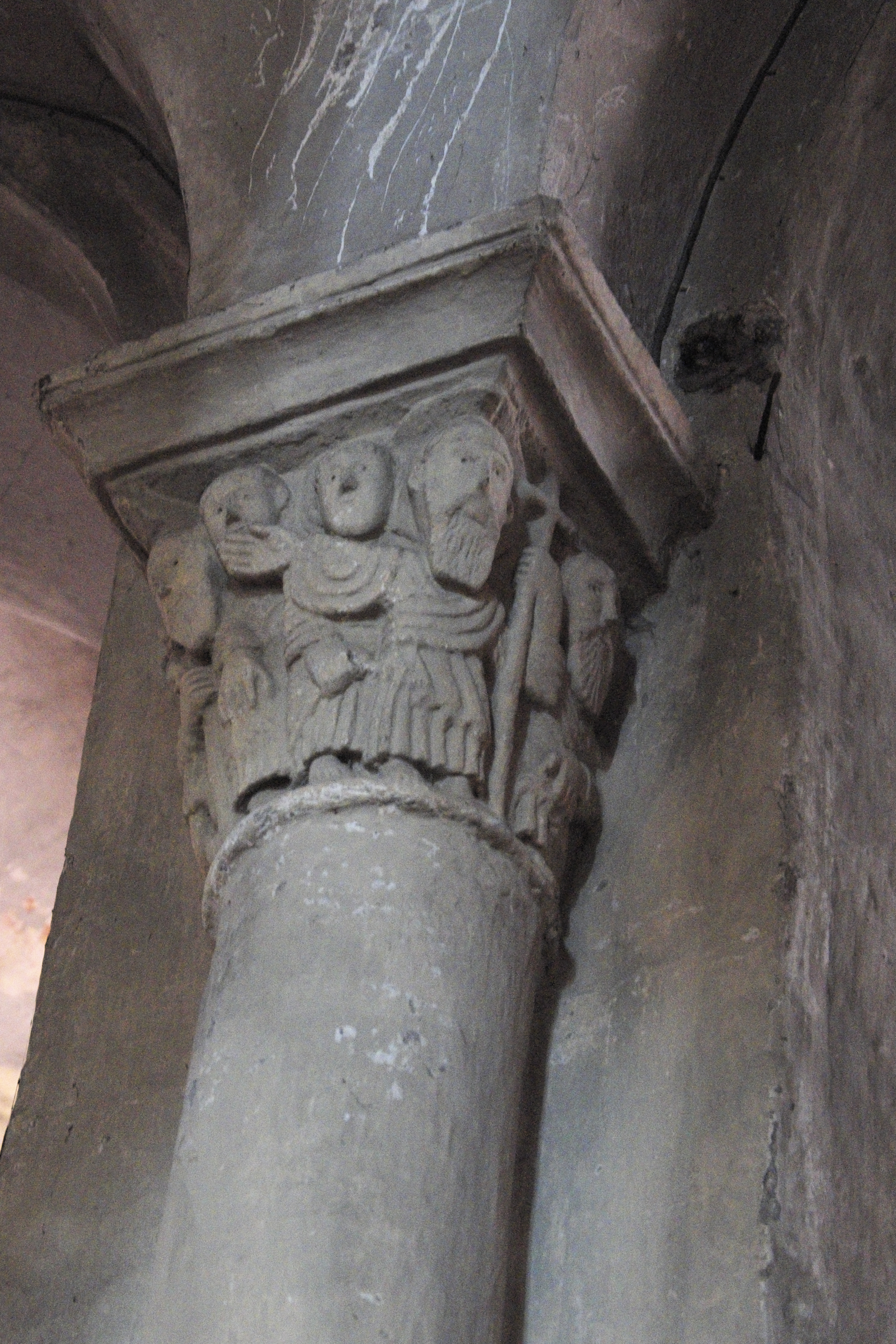
Kapitell im Chorumgang
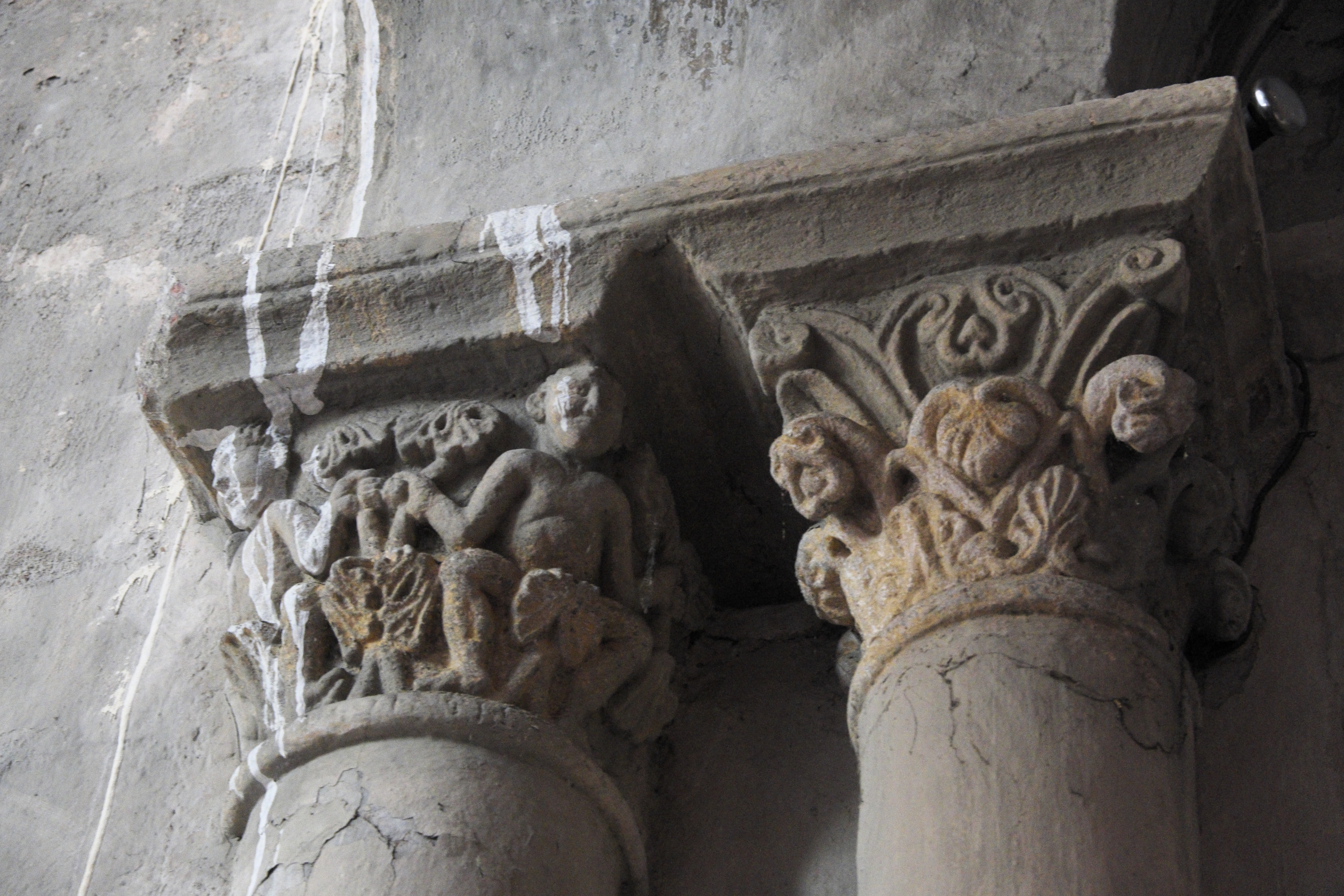
Kapitelle im Chorumgang

### Krypta

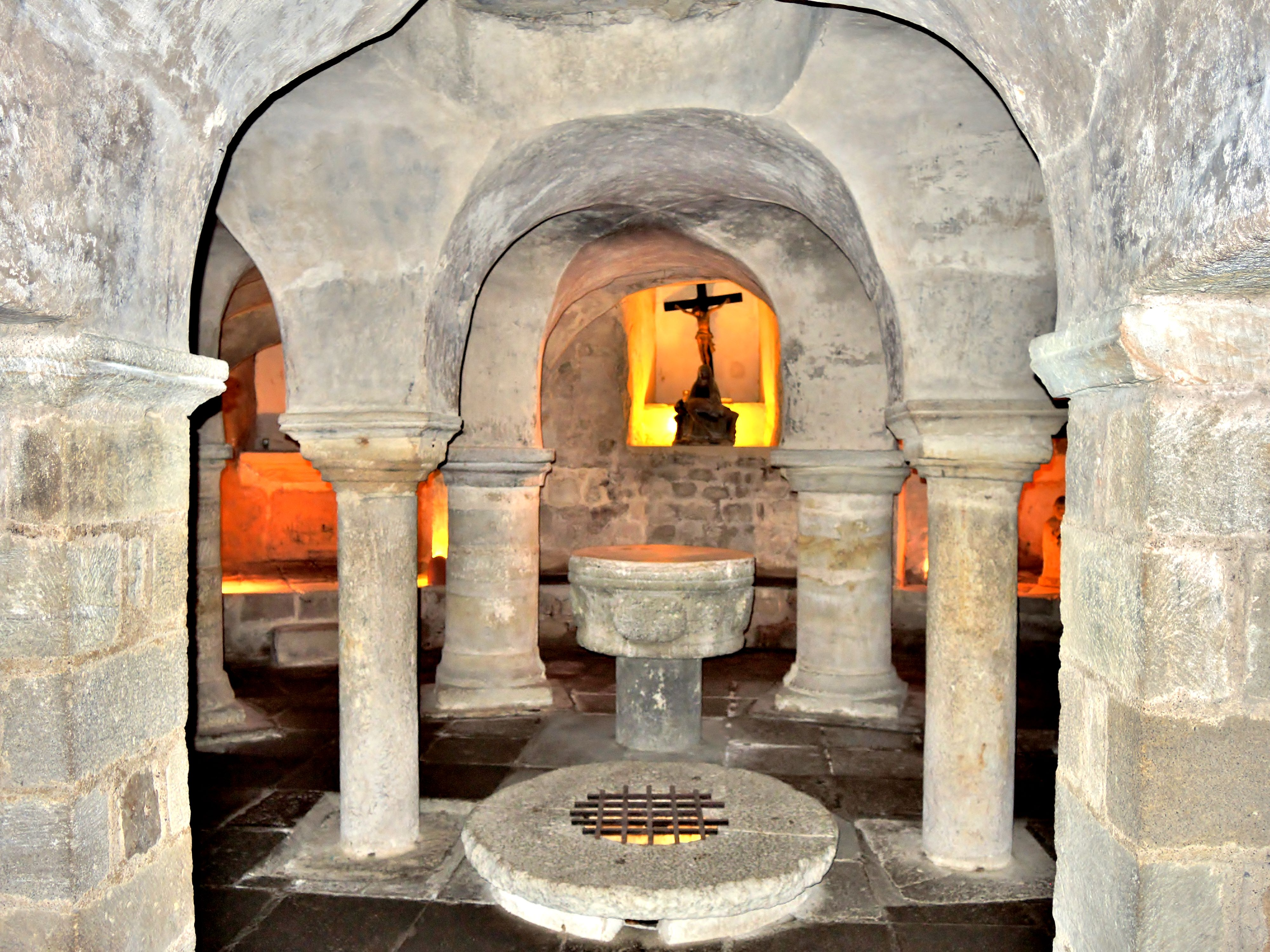
Krypta

Die Krypta wurde vermutlich unter Einbeziehung eines älteren Vorgängerbaus Ende des 11. Jahrhunderts errichtet. Sie besteht aus drei kleinen Schiffen und einem Chorumgang, der sich zu vier Kapellen mit hufeisenförmigem Grundriss öffnet. Hauptraum und Chorumgang werden von Kreuzgratgewölben gedeckt, die im Hauptraum von vier quadratischen Pfeilern und vier Säulen im Wechsel und im Chor von massiven Rundstützen getragen werden.

### Rosenkranzkapelle
Zu Beginn des 14. Jahrhunderts ließ Gilles I. Aycelin de Montaigut, der aus dem in der Nähe von Billom gelegenen Schloss in Glaine-Montaigut stammte, die Rosenkranzkapelle als Grabeskapelle für sich und seine Familie errichten. Ursprünglich war die Kapelle ein eigenständiger Bau, von dem ein Portal an der Westseite in den Kreuzgang führte. Es wurde zugemauert, als man Ende des 18. Jahrhunderts die Sakristei anbaute. Die Kapelle besteht aus einem Joch und einer Apsis mit Fünfachtelschluss, die mit Kreuzrippengewölben gedeckt sind.

## Wandmalereien

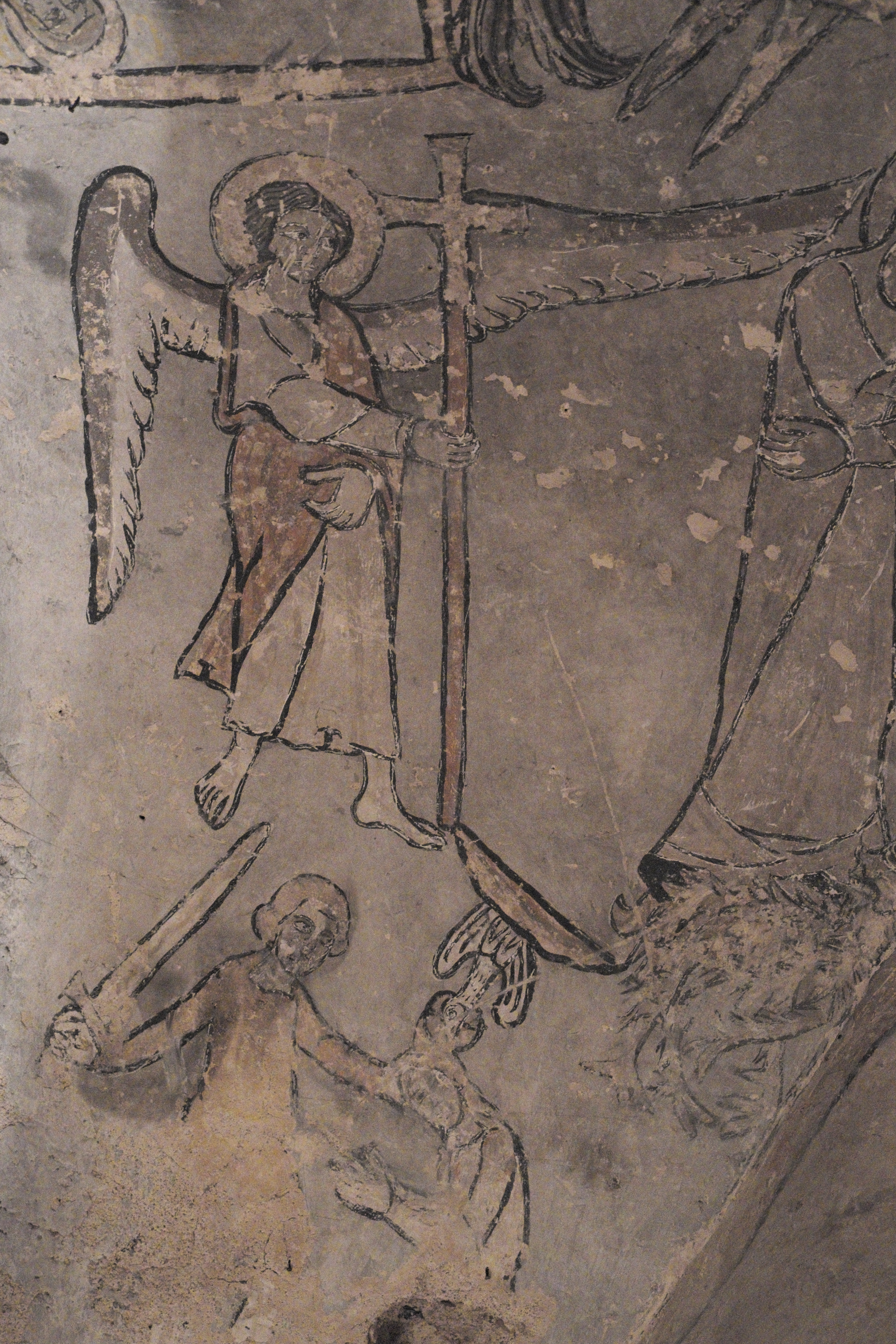
Engel und Enthauptung der heiligen Margareta

### Wandmalereien in der Krypta
Die in Tempera ausgeführten Wandmalereien in der Krypta werden in das späte 12. Jahrhundert datiert. Sie stellen Episoden aus der Legende der heiligen Margareta von Antiochia dar, wie sie dem Bauch eines Drachens lebend entschlüpft und ihre Enthauptung mit dem Schwert. Die kleine Szene mit einer im Bett liegenden Frau ist ein Hinweis auf die Verehrung, die gebärende Frauen der Heiligen entgegenbrachten.

### Wandmalereien an der Westwand
An der Westwand des Langhauses sind Fragmente von Wandmalereien aus dem 14. Jahrhundert erhalten. Auf der Bogenlaibung sind Engel mit den Leidenswerkzeugen dargestellt, an der Wand die Verkündigungsszene und Episoden aus der Legende des heiligen Avitus.

### Wandmalereien in der Rosenkranzkapelle
Die Wand- und Gewölbemalereien in der Rosenkranzkapelle wurden Ende der 1960er Jahre entdeckt und zwischen 1971 und 1976 wieder freigelegt. Sie wurden um 1314 in Freskotechnik und Temperamalerei ausgeführt.

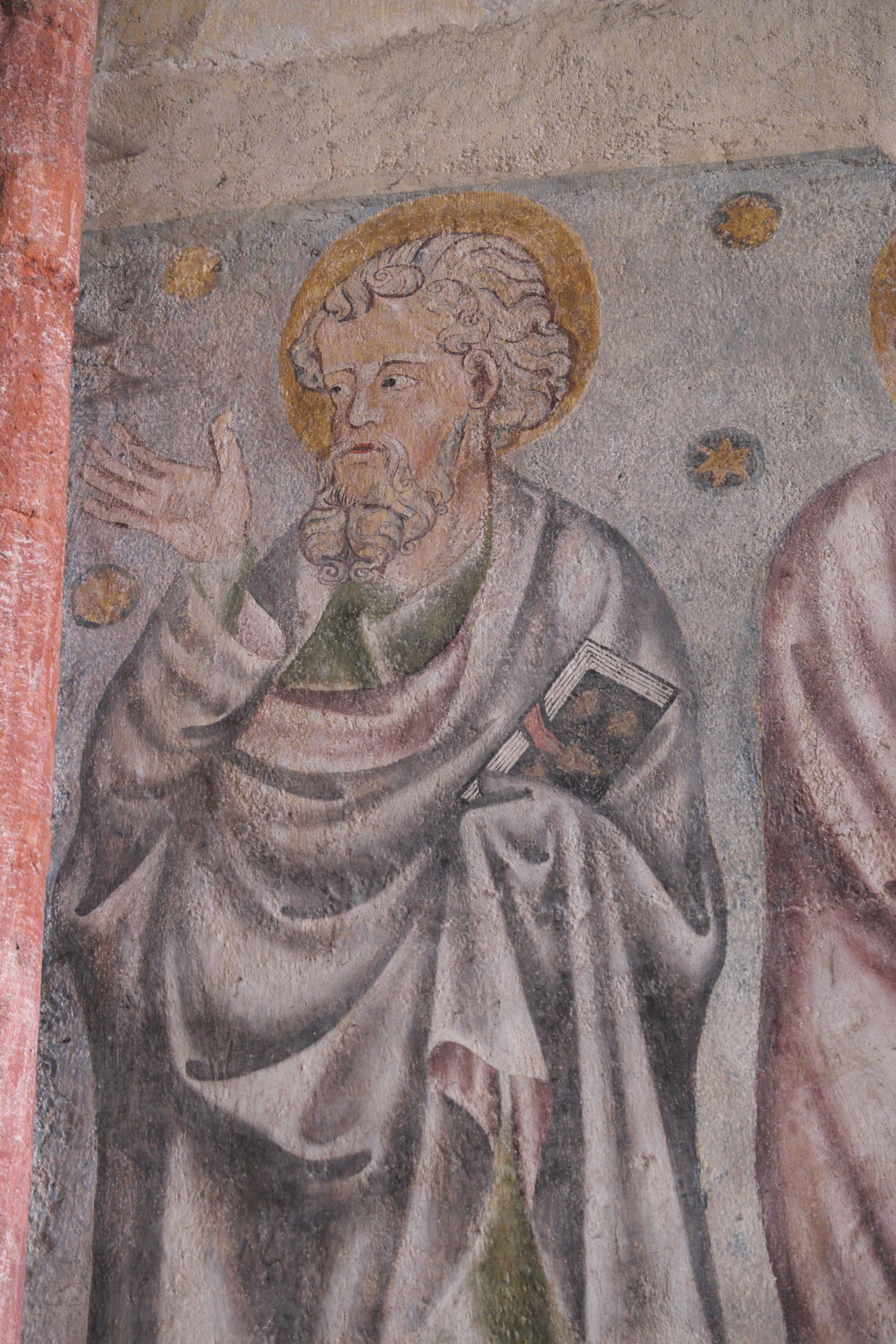
Evangelist (?)

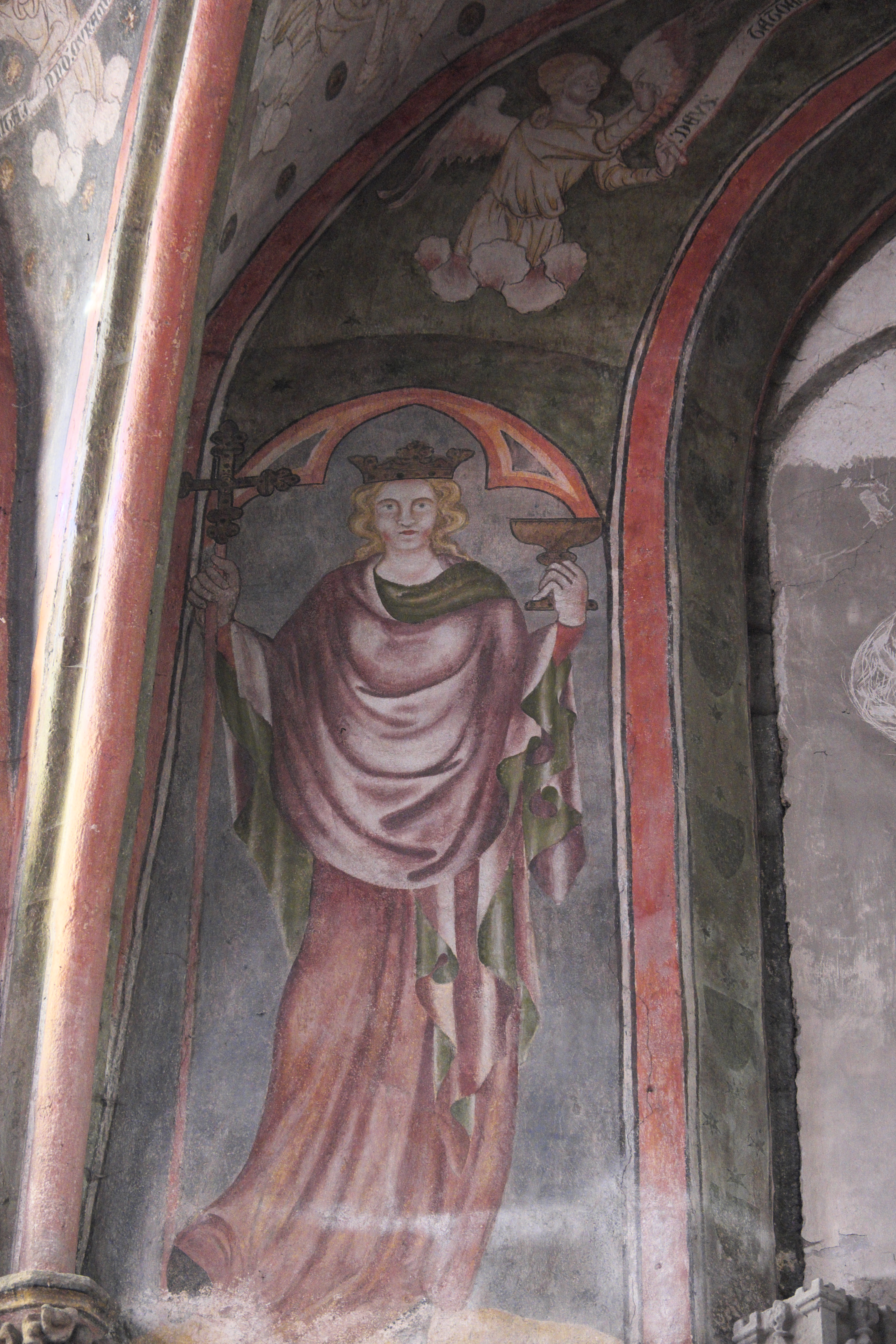
Triumphierende Kirche

Im Osten stehen sich an der Nord- und Südwand die allegorischen Figuren der Ecclesia und Synagoge, der besiegten Synagoge und der triumphierenden Kirche gegenüber. Der Figur der Synagoge sind die Augen verbunden, ihre Lanze ist gebrochen. Die Figur der Kirche trägt eine Krone auf dem Haupt, sie hält in der rechten Hand das Kreuz und in der linken den Kelch mit dem Blut Christi. Über der Darstellung der Synagoge sind drei Löwenköpfe, das Wappen der Familie Aycelin, zu erkennen. Die Profildarstellung in einem Medaillon auf der gleichen Seite wird als Porträt von Gilles Aycelin de Montaigut gedeutet.
Im Westen ist an der Südwand, umgeben von einem Sechspass, der von zwei Engeln gehalten wird, die Himmelfahrt Mariens dargestellt. Darunter stehen die Apostel, die zu der Szene hochschauen. Im Vordergrund kniet der ungläubige Thomas, der zum Beweis des Geschehens von Maria einen Gürtel erhält. Das untere Bild zeigt den heiligen Christophorus, der das Jesuskind auf seinen Schultern trägt. An der Nordwand ist die Himmelfahrt Jesu dargestellt, der hinter einer Wolke verschwindet und von dem nur noch die Füße zu sehen sind, darunter stehen die nach oben schauenden Jünger. An der Westwand sieht man die Krönung Mariens durch Jesus Christus, darüber in einem Medaillon Gottvater. Über der Szene schweben musizierende Engel.
Die Gewölbefelder sind mit zahlreichen musizierenden Engeln und Engeln, die Schriftbänder halten, verziert. Sie umrahmen die vier Evangelisten, Matthäus, Markus, Lukas und Johannes, die mit ihren Symbolen und einem Schreibgriffel in der Hand dargestellt sind.

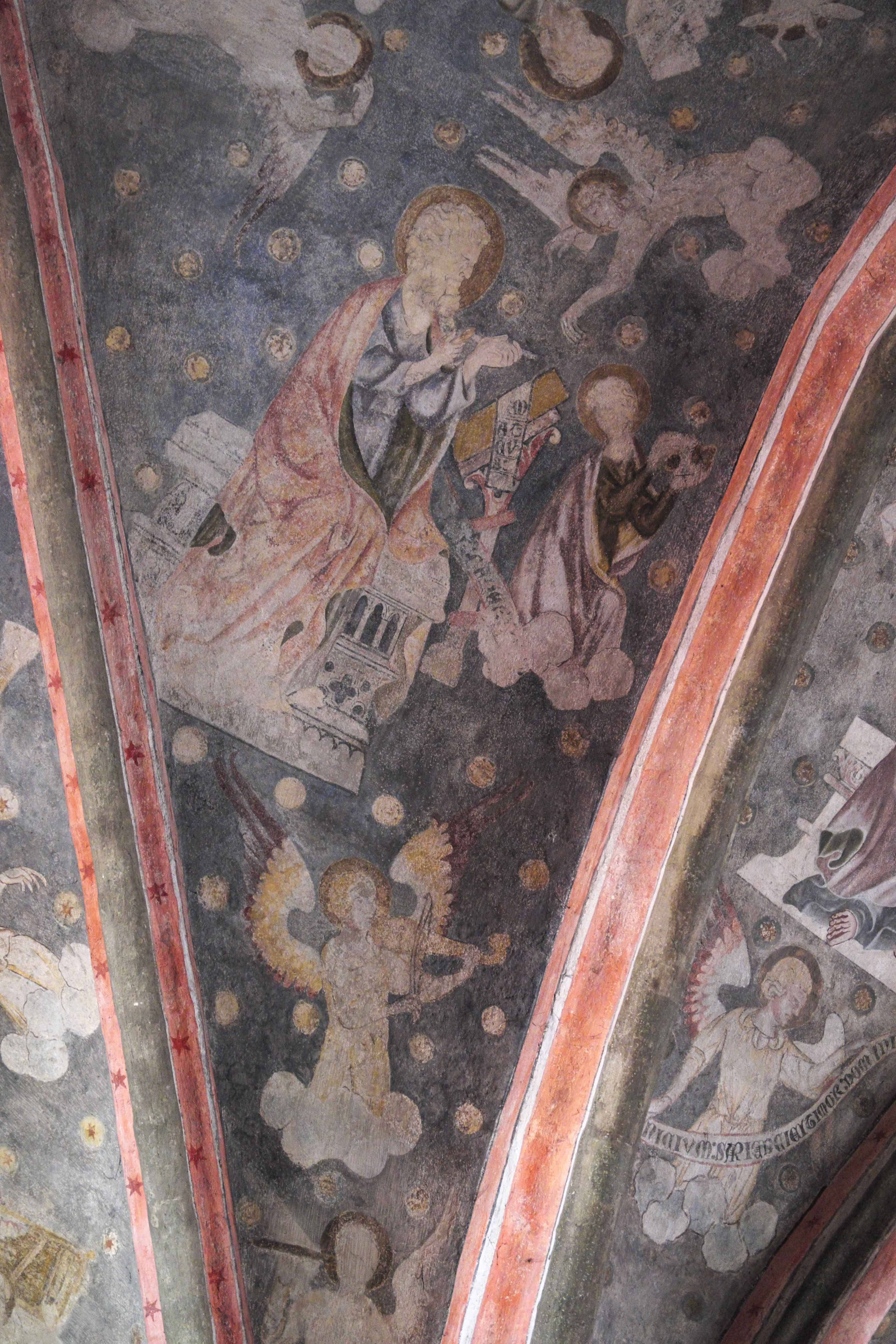
Evangelist Matthäus
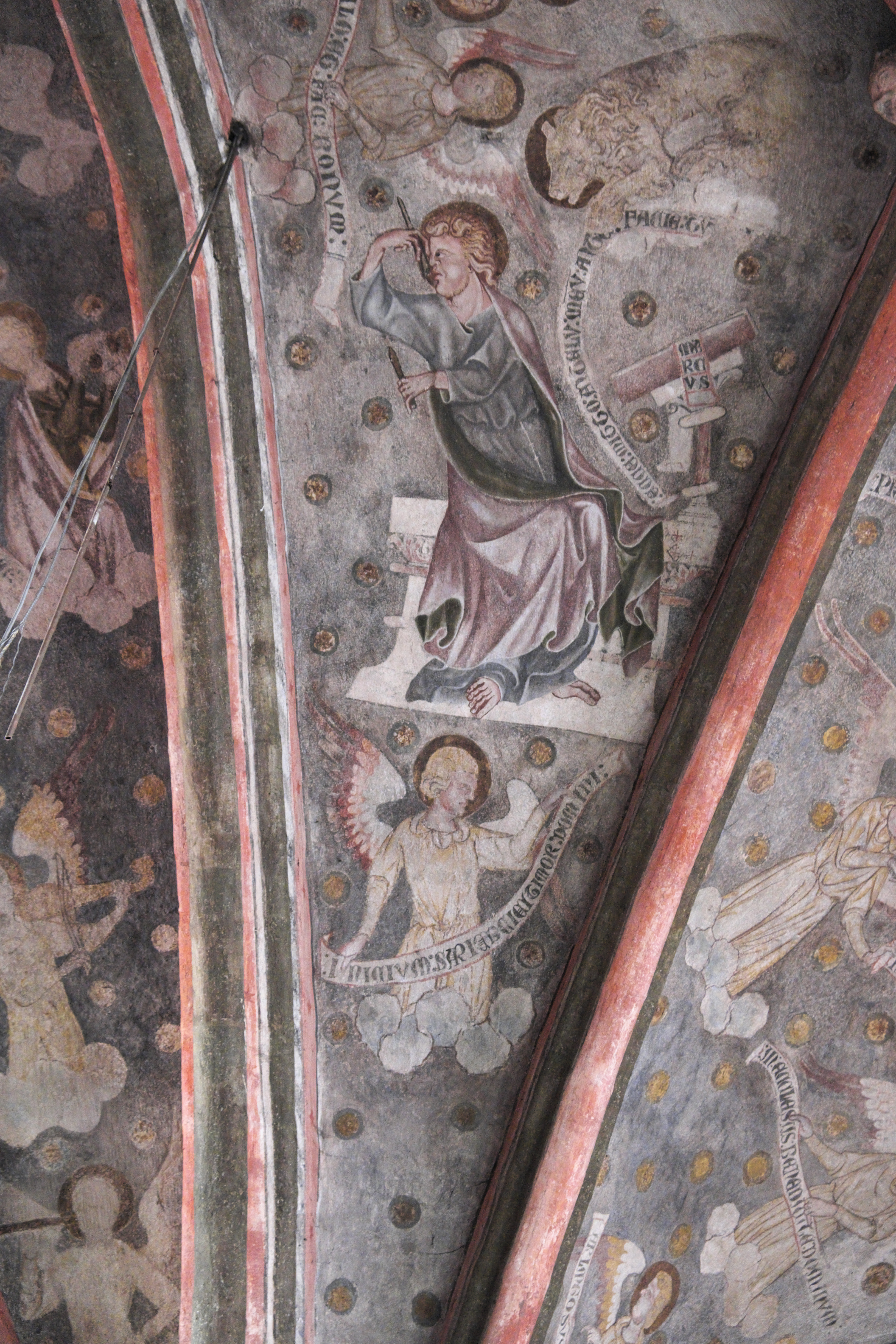
Evangelist Markus
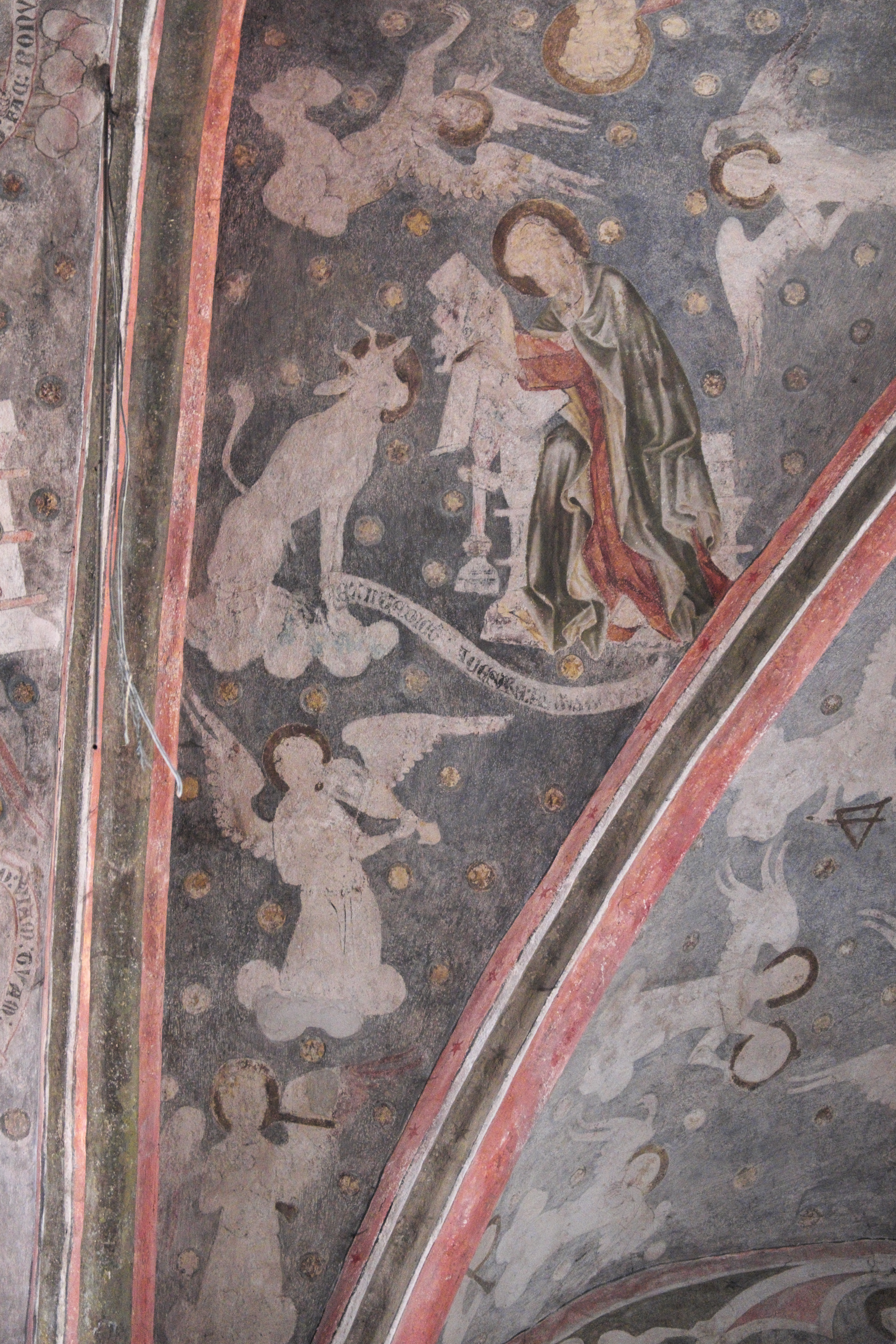
Evangelist Lukas
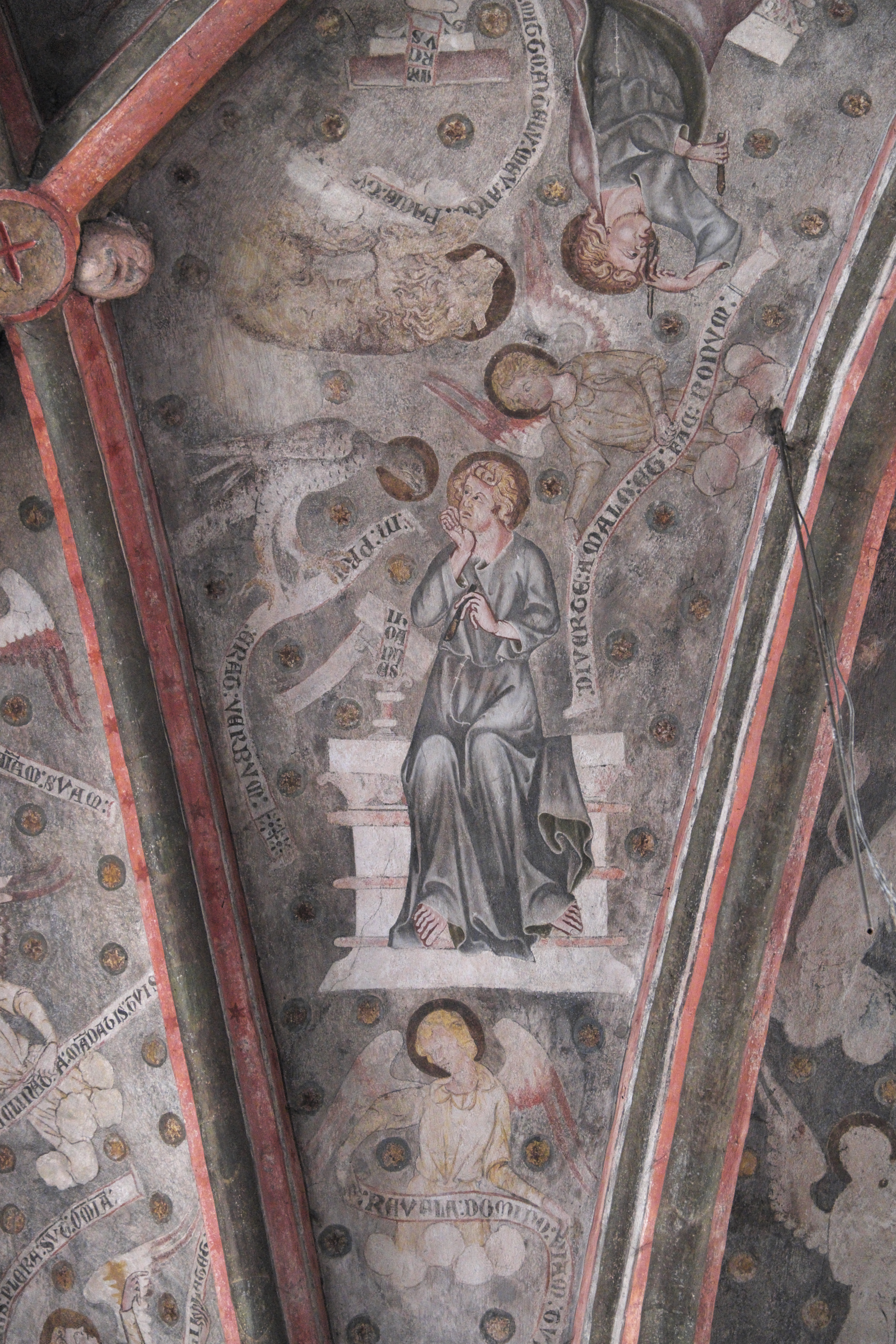
Evangelist Johannes

## Bleiglasfenster

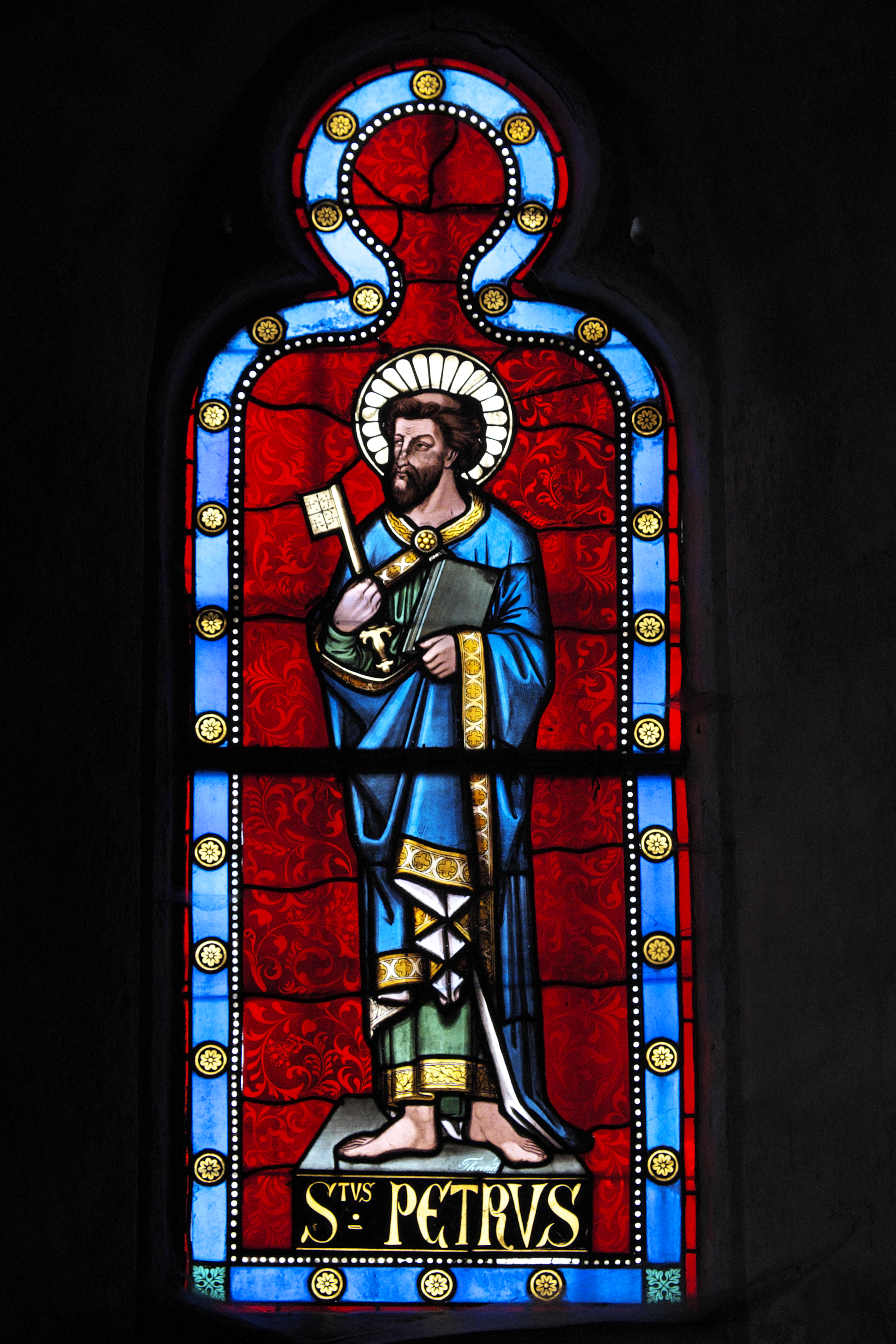
Apostel Petrus

Die Bleiglasfenster der Kirche stammen aus dem 19. Jahrhundert. Die ältesten Fenster wurden 1840 in der Werkstatt von Étienne Thevenot in Clermont-Ferrand ausgeführt. Auf ihnen sind die heilige Anna und der heilige Joachim, der heilige Joseph und der Apostel Petrus und der heilige Dominikus dargestellt, der von der Muttergottes den Rosenkranz empfängt. Zwei Fenster aus dem Jahr 1844 stellen die Apostel Petrus und Paulus dar. Die Oberfenster wurden 1848 ebenfalls von Étienne Thevenot geschaffen. Sie stellen Maria und Jesus und die zwölf Apostel dar sowie regional besonders verehrte Heilige wie den Jesuiten Jean François Régis und den Schutzpatron der Kirche, den heiligen Serenus.
Die Fenster der Achskapelle, der Kapelle des kostbaren Blutes, wurden 1873 in der Werkstatt von Charles des Granges in Clermont-Ferrand geschaffen. Sie greifen Szenen der Leidensgeschichte Jesu auf wie Jesus und die Jünger am Ölberg, das Schweißtuch der Veronika und Jesus trägt das Kreuz und begegnet seiner Mutter. Auf einem Fenster ist eine Pietà dargestellt, zwei Fenster beziehen sich auf die Verehrung der Herzen Jesu und Mariens.

## Grablegungsgruppe

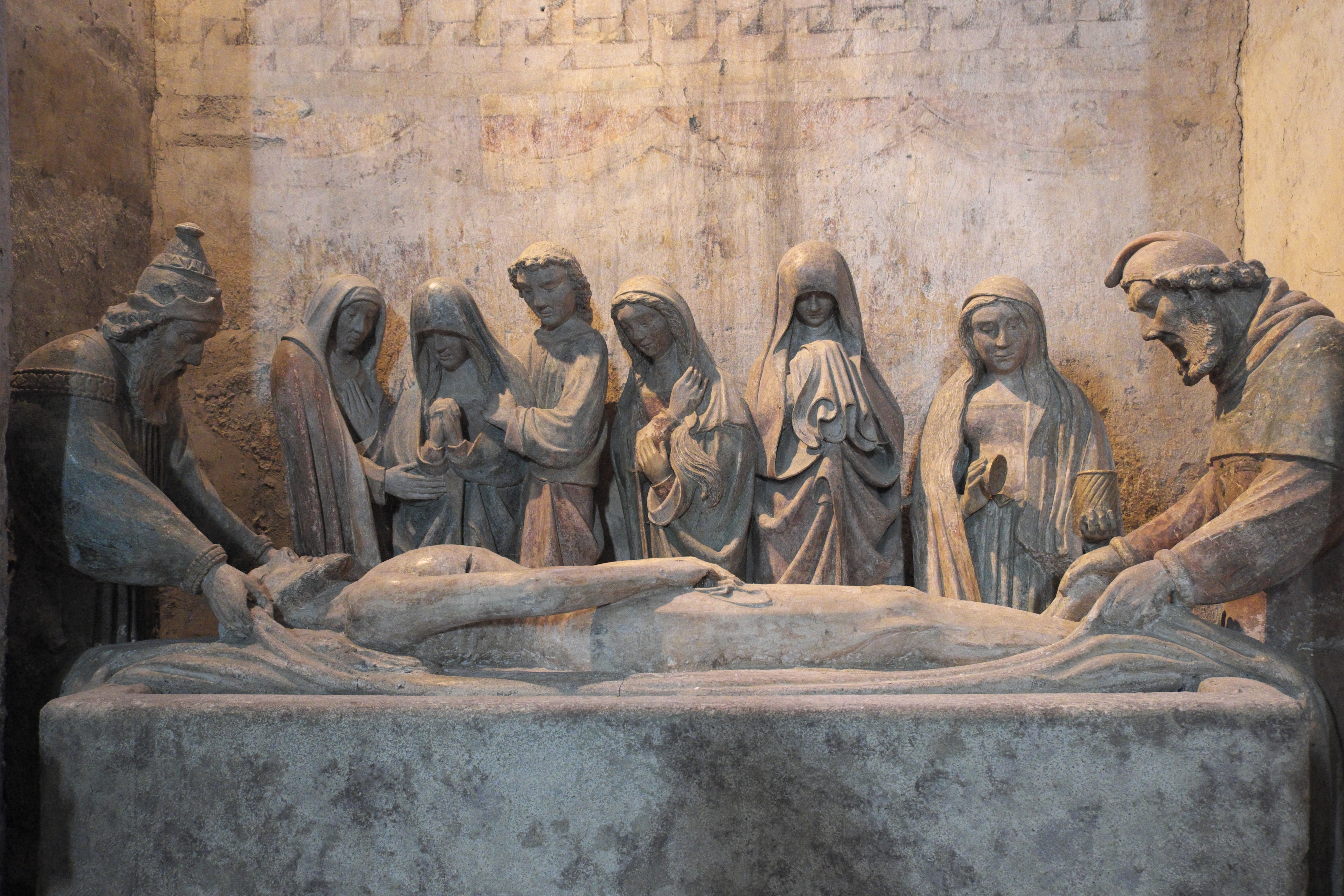
Grablegung

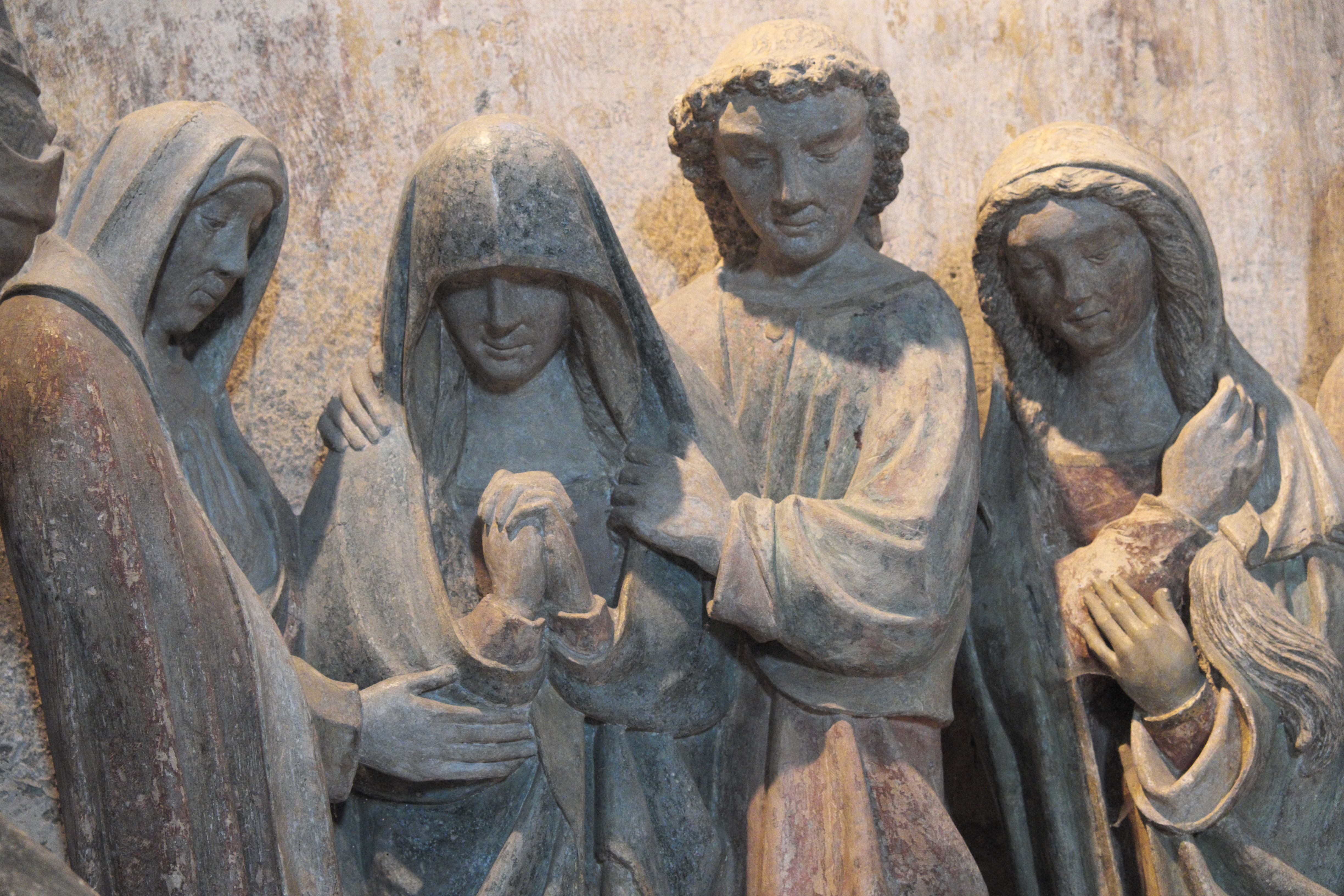
Maria und Johannes (Mitte)

Die Grablegungsgruppe stand ursprünglich in der Heilig-Grab-Kapelle (Chapelle du Saint-Sépulcre), die sich an das südliche Seitenschiff anschloss und die im 19. Jahrhundert abgerissen wurde. Die Skulpturengruppe wurde in der ersten Hälfte des 16. Jahrhunderts von einer wandernden Werkstatt geschaffen. Um den Leichnam Jesu sind acht lebensgroße Personen gruppiert. Am Haupt Jesu steht Josef von Arimathäa, ihm gegenüber, zu Füßen Jesu, ist Nikodemus dargestellt. Hinter dem Grab sieht man fünf Frauen und den Apostel Johannes. Johannes bildet mit Maria und einer weiteren Frau eine Dreiergruppe. Die anderen drei Frauen, darunter Maria Magdalena (links außen), mit einem Salbgefäß in der Hand, und die heilige Veronika (in der Mitte), stehen isoliert. Josef von Arimathäa ist mit einem kostbaren Gewand bekleidet. Er trägt einen im Mittelalter üblichen spitzen Judenhut. Seitlich des Grabes stehen zwei kleinere Engelsfiguren, die beide ein Gefäß, vielleicht eine Sanduhr, in Händen halten. Ob sie ursprünglich zur Grablegungsgruppe gehörten, ist nicht erwiesen.

## Weitere Ausstattung

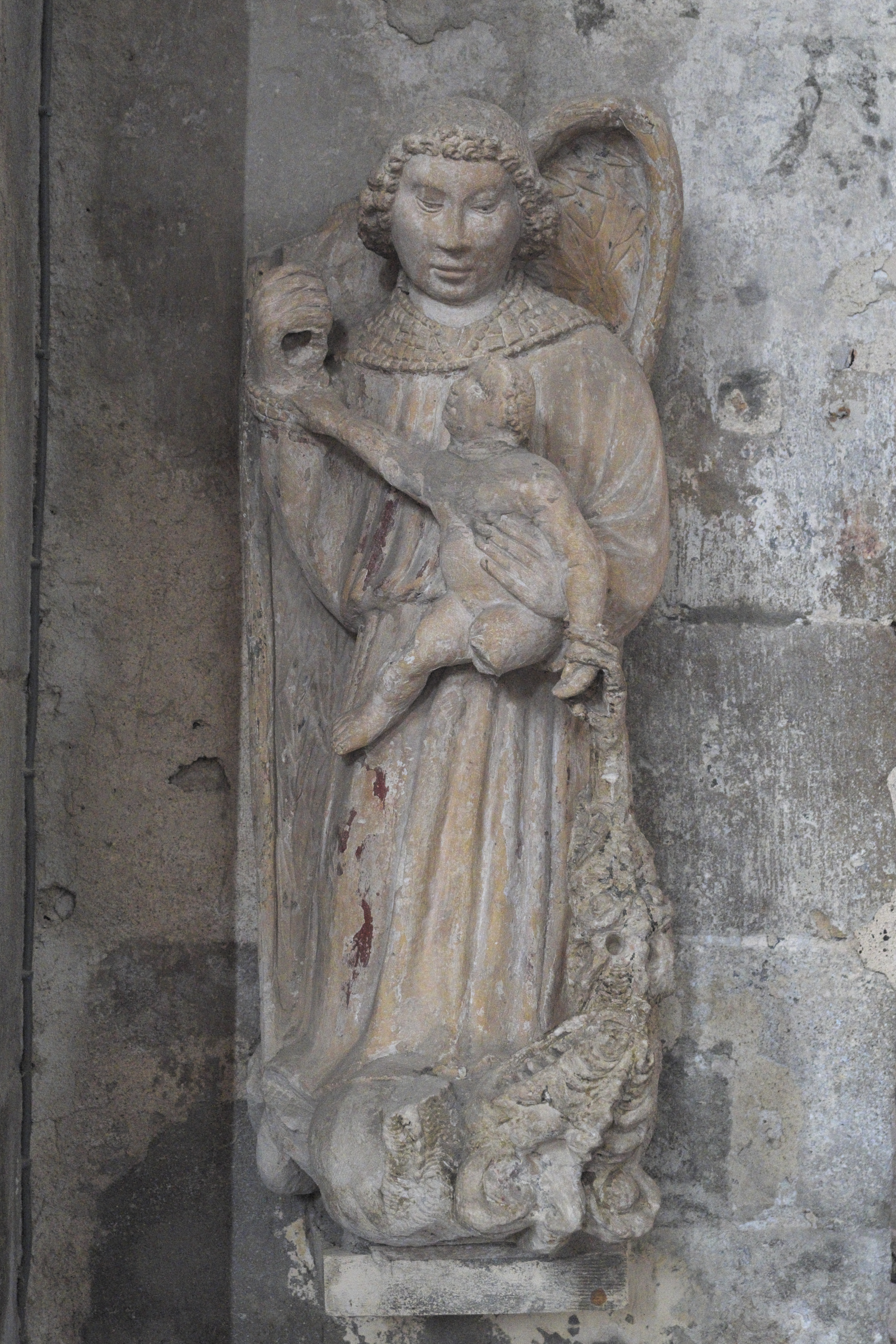
Erzengel Michael

- Vom Meister der Grablegungsgruppe stammt vermutlich auch die in der Nähe stehende Figur des Erzengels Michael, der eine Seele, dargestellt als nacktes Kind, aus den Klauen eines Drachen rettet.[10]
- Bei der als Notre-Dame-du-Canada bezeichneten Skulpturengruppe handelt es sich eigentlich um die Darstellung der Unterweisung Mariens. Sie ist aus Stein gearbeitet und stammt vermutlich aus dem 16. Jahrhundert. Während der Französischen Revolution wurde sie beschädigt, der Kopf Marias wurde durch den holzgeschnitzten Kopf eines Jesuskindes ersetzt.[11]
- Auch die farbiggefasste Pietà aus Kalkstein ist ein Werk des 16. Jahrhunderts.[12]
- Die beiden Weihwasserbecken aus Lavastein an der West- und Nordseite stammen aus dem 17. Jahrhundert. Die Schale am nördlichen Portal ruht auf einem gotischen Kapitell, das mit Köpfen skulptiert ist.
- Das aus Eichenholz geschnitzte Chorgestühl wird in das späte 17. Jahrhundert datiert. Vom ursprünglichen Chorgestühl sind noch 50 Chorstühle erhalten, deren Miserikordien mit unterschiedlichen menschlichen und tierischen Fratzen verziert sind.
- Das Lesepult stammt ebenfalls aus dem 17. Jahrhundert. Es wird von zwei aufrecht stehenden, aneinander gelehnten Löwen gebildet.

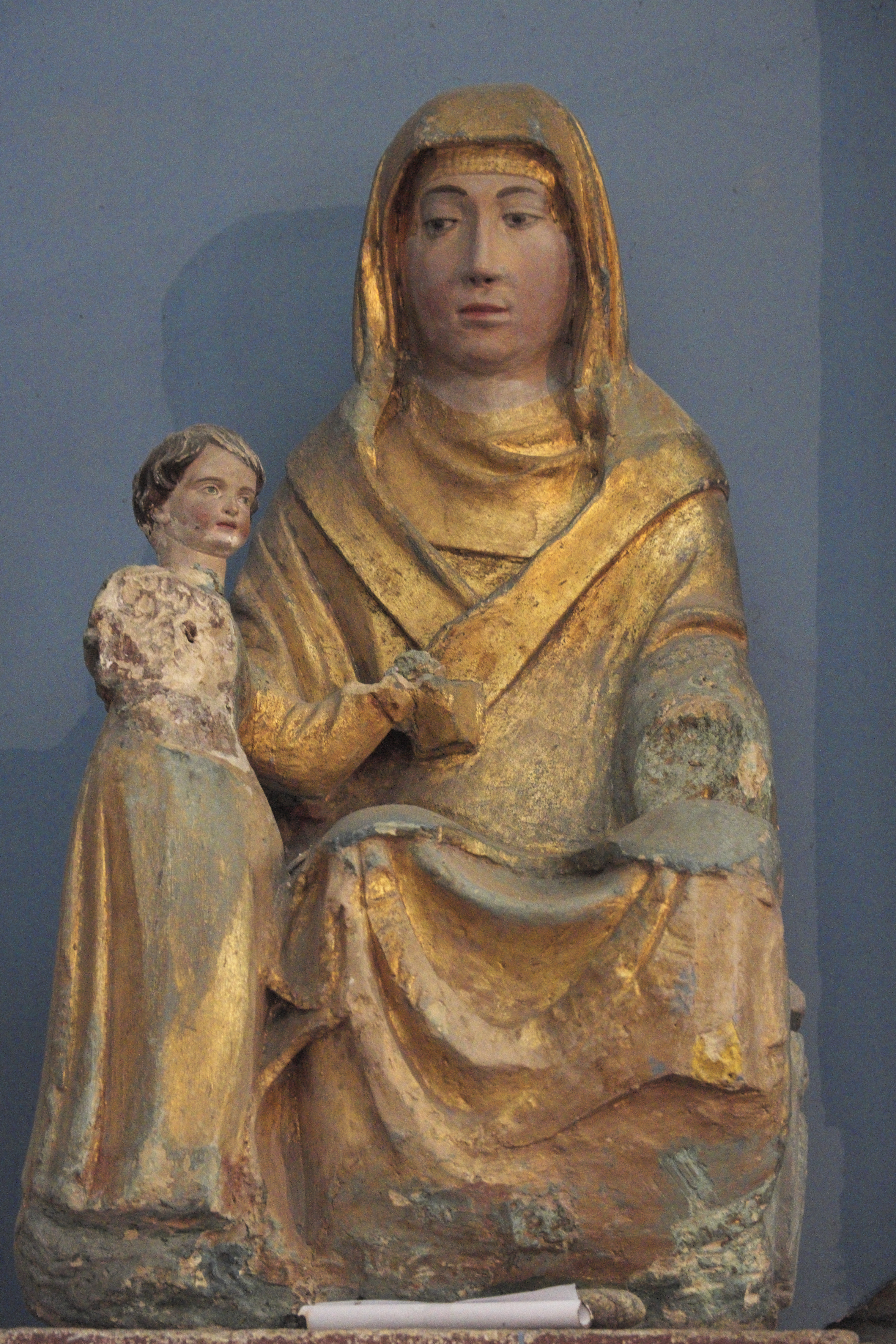
Notre-Dame-du-Canada
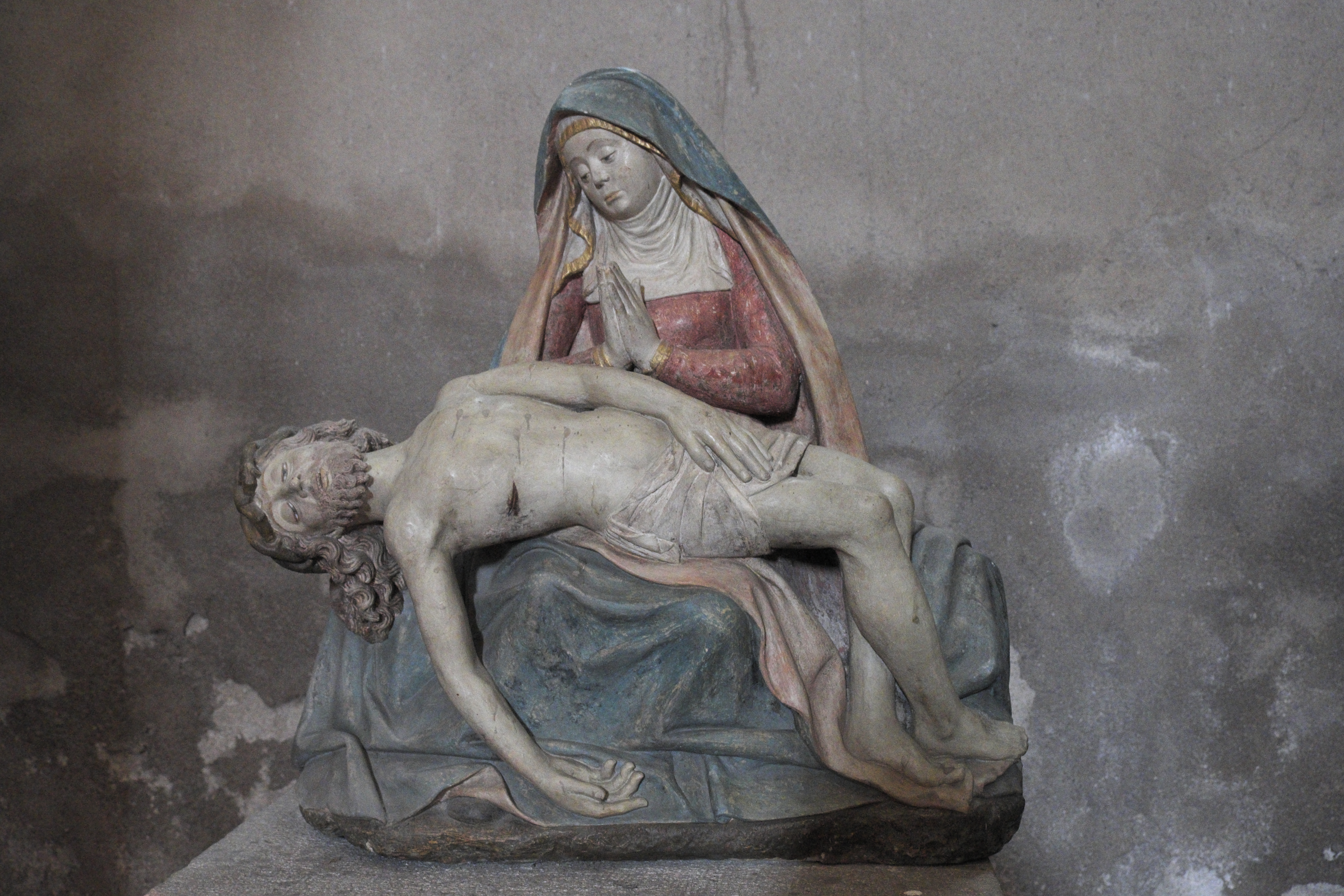
Pietà
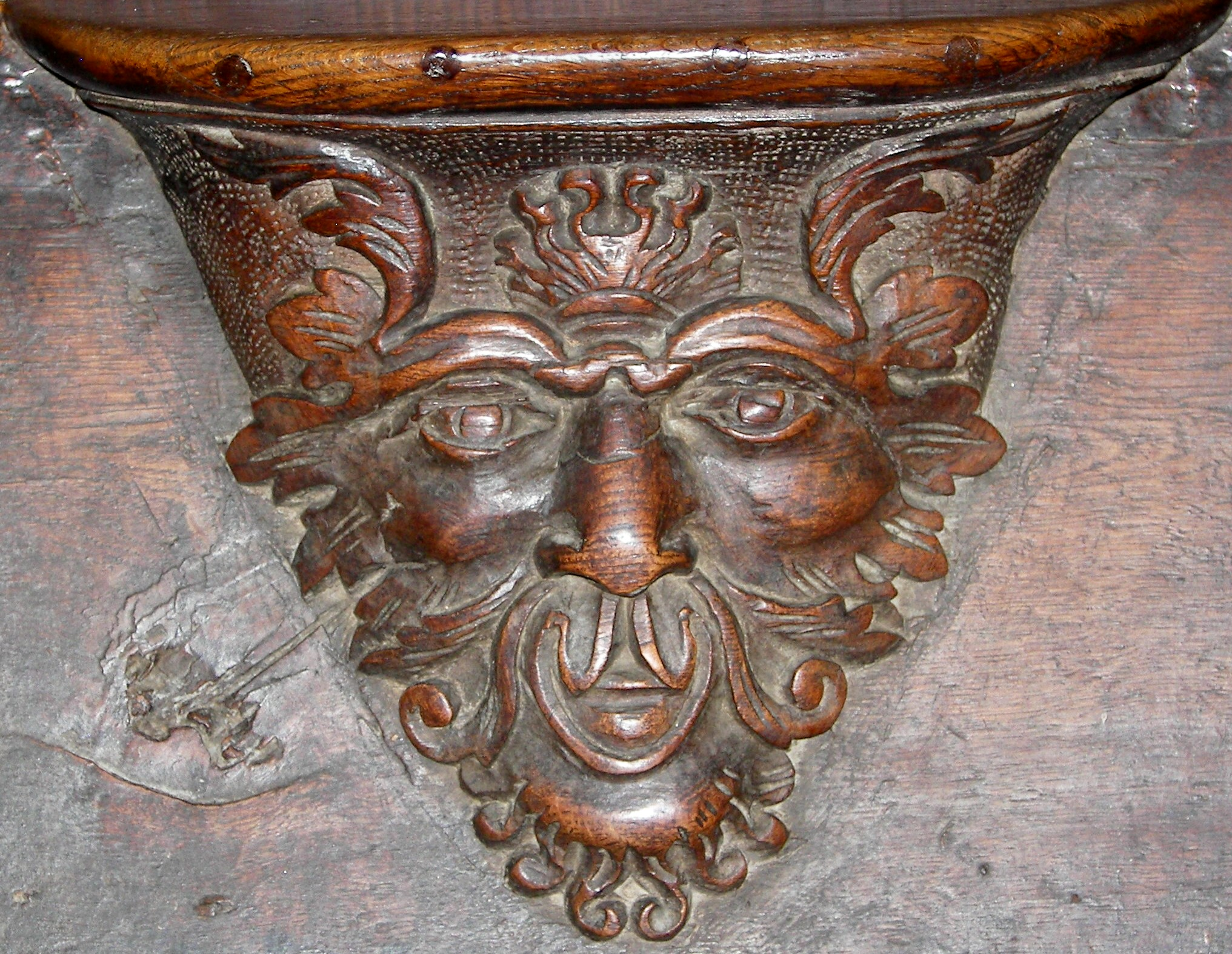
Miserikordie

## Grabmal von Gilles I. Aycelin de Montaigut

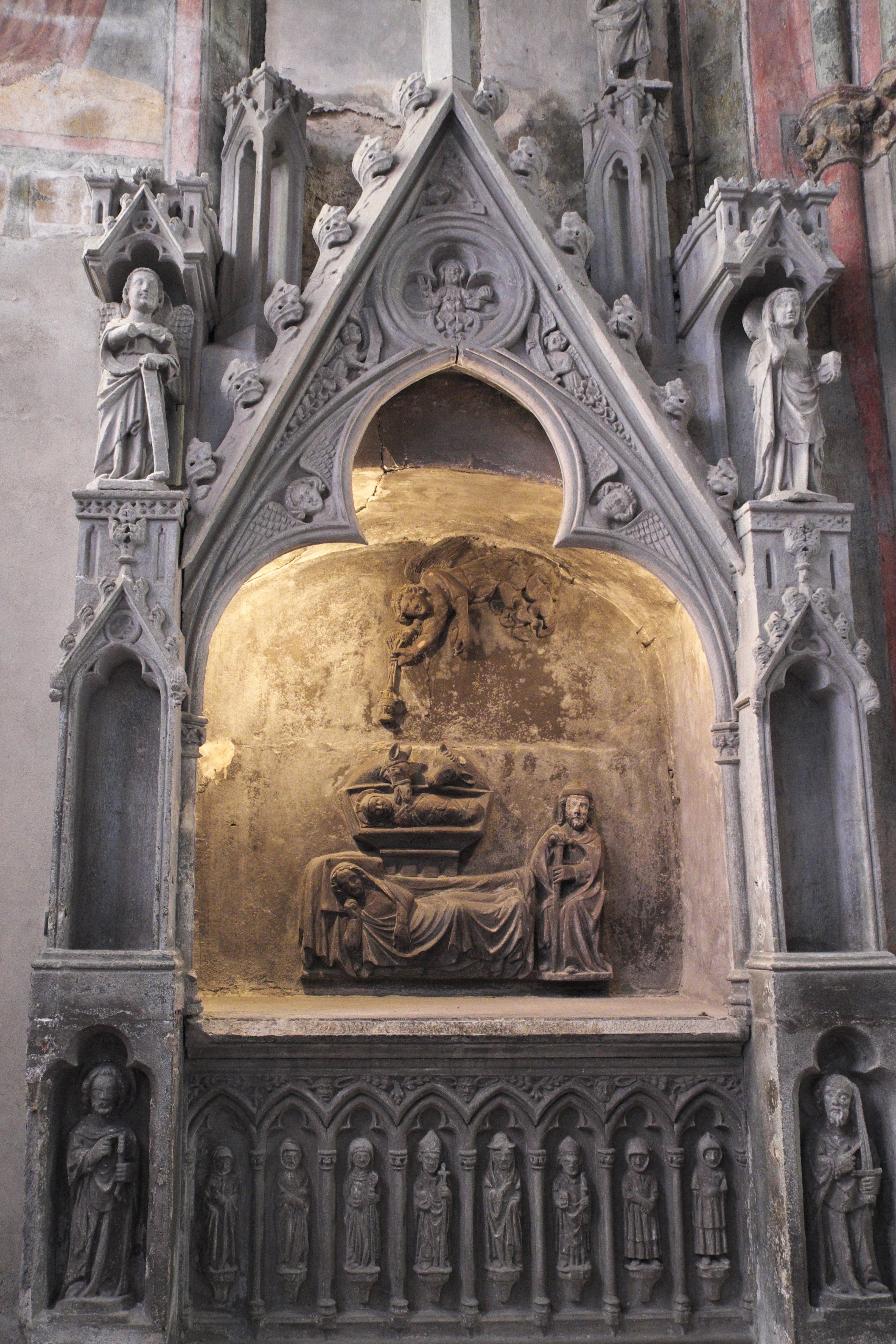
Grabmal von Gilles I. Aycelin de Montaigut

In der Rosenkranzkapelle befindet sich ein Wandnischengrab, das vermutlich für Gilles I. Aycelin de Montaigut, den Erzbischof von Narbonne und später von Rouen, nach seinem Tod im Jahr 1318 geschaffen wurde. Es besteht aus Volvic-Stein und ist mit einer grau angestrichenen Putzschicht überzogen. Ein mit Fialen verzierter Dreiecksgiebel über einem Kleeblattbogen rahmt die große Mittelnische, deren Wandseite mit einem Relief der Geburt Christi versehen ist. In der Mitte des Giebels, von einem Vierpassbogen umgeben, prangt das Relief einer Majestas Domini. In den kleineren seitlichen Nischen sind unten die Apostel Petrus mit Schlüssel und Paulus mit Schwert zu erkennen. In den beiden oberen Nischen sind der Erzengel Gabriel und die Jungfrau Maria der Verkündigungsszene dargestellt. Die Figuren der mittleren Nischen fehlen ebenso wie die Liegefigur des Verstorbenen aus weißem Marmor, die während der Französischen Revolution zerstört wurde. Die acht Figuren am Sockel, die unter Arkaden mit Dreipassbögen stehen, sollen Verwandte des Toten darstellen, die bedeutende kirchliche Ämter ausübten wie seine Brüder, Kardinal Hugues Aycelin und Jean, Bischof von Clermont, seine Schwester, eine Äbtissin, ein weiterer Bruder, ein Onkel und ein Großonkel, die Chorherren von Saint-Cerneuf waren.

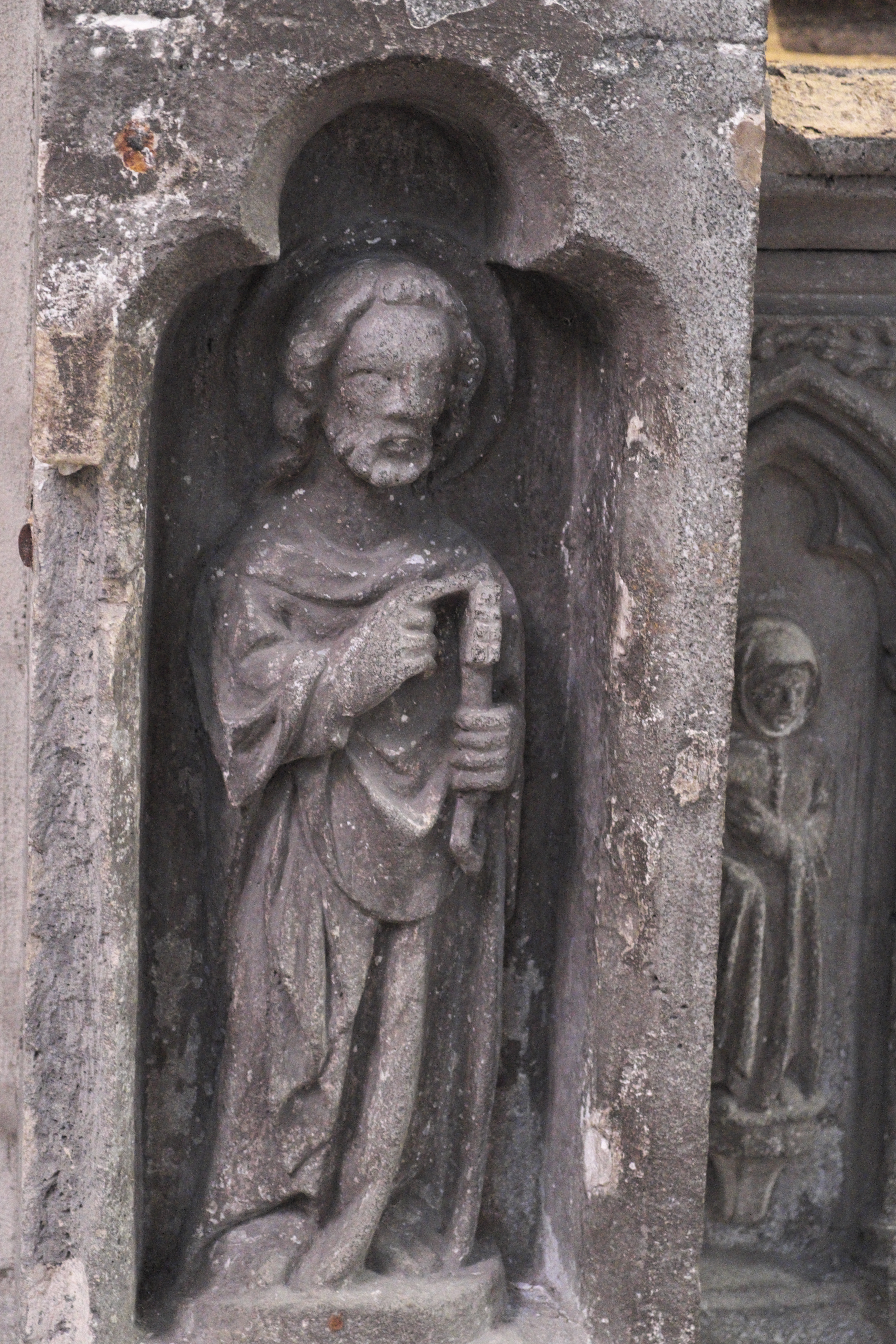
Apostel Petrus
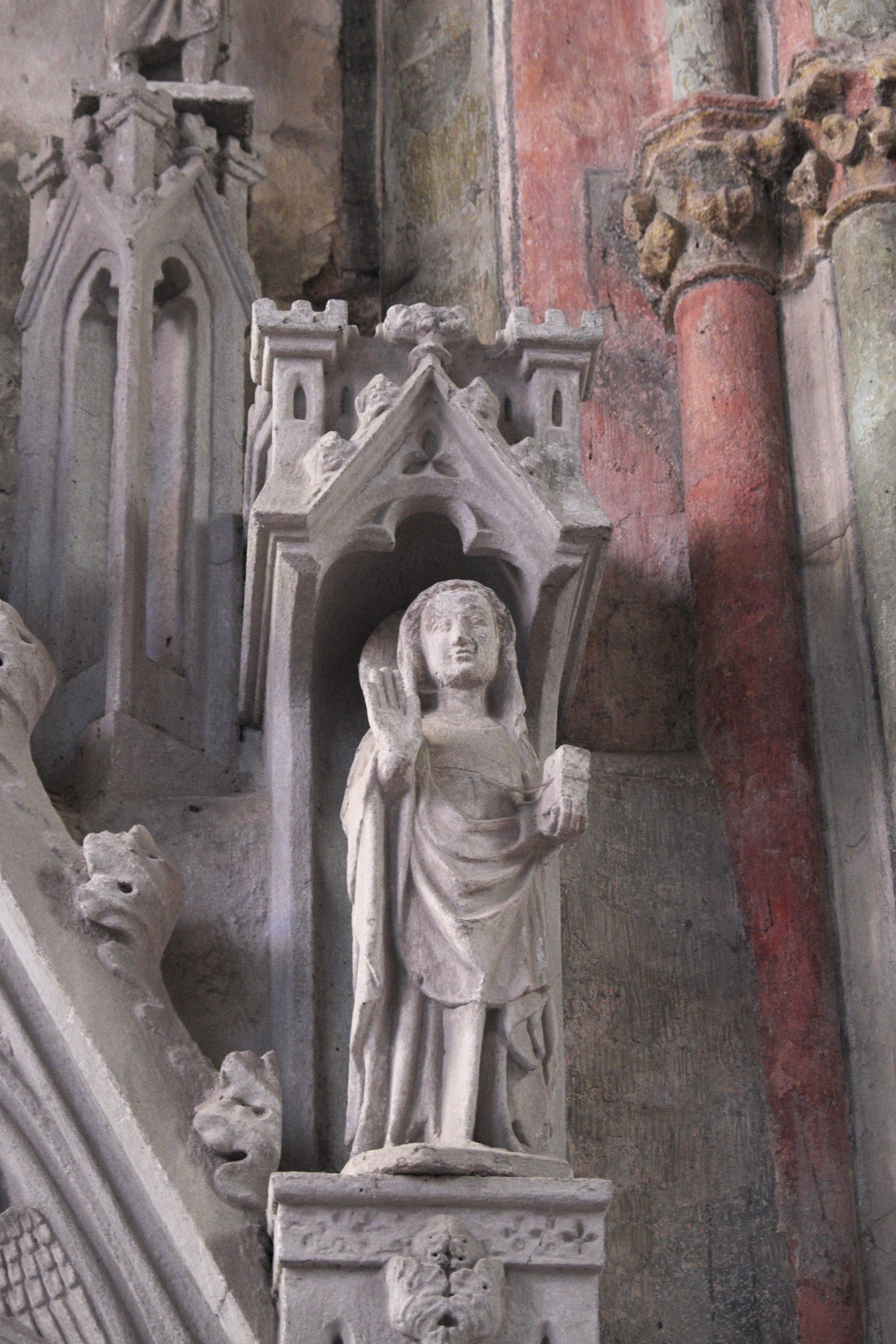
Maria der Verkündigungsszene
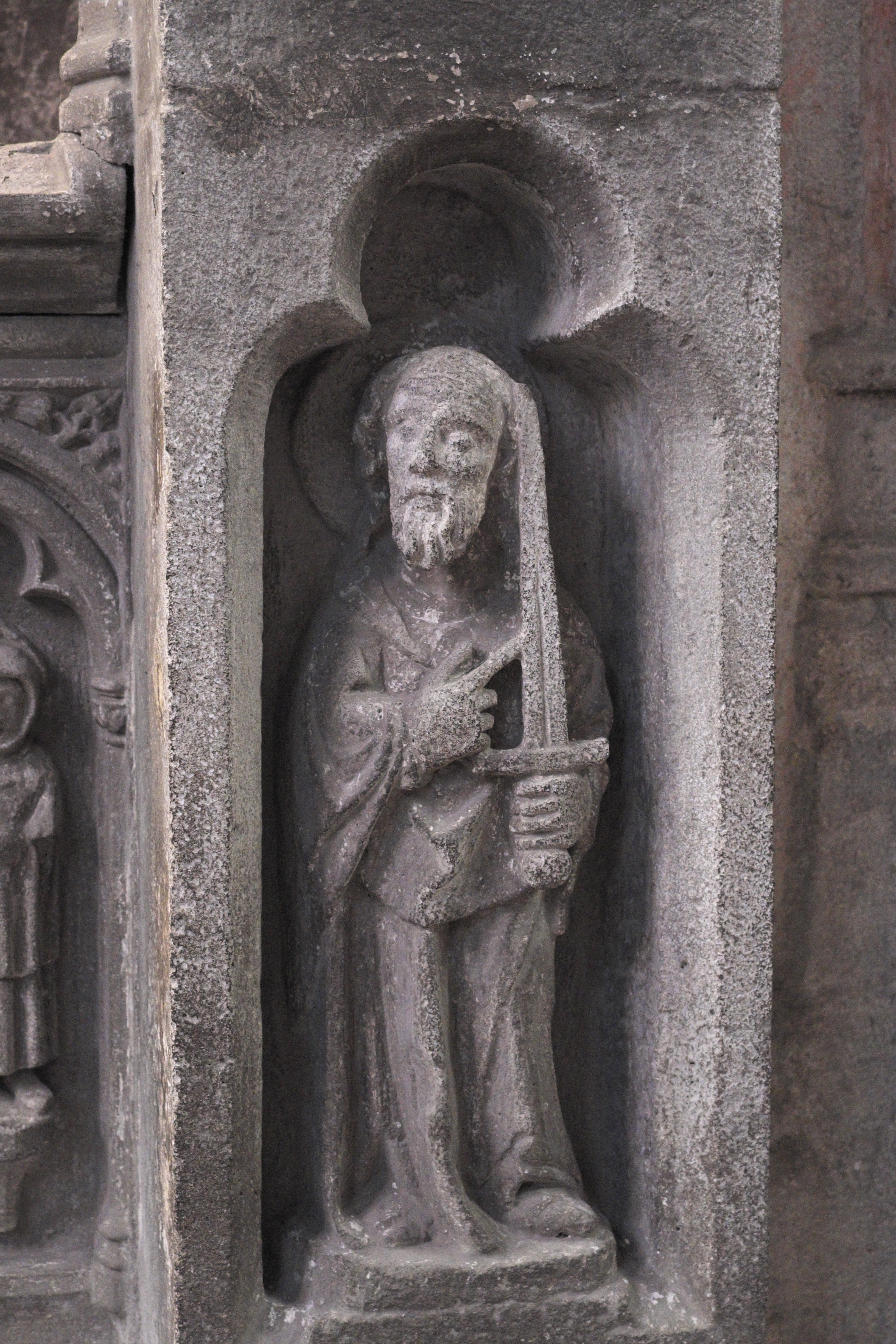
Apostel Paulus